# Parafia Świętej Trójcy w Runowie Krajeńskim
Parafia Świętej Trójcy w Runowie Krajeńskim – rzymskokatolicka parafia w dekanacie Łobżenica diecezji bydgoskiej.
Została erygowana w 1660 roku.
Do parafii należą wierni z miejscowości: Borzyszkowo, Czarmuń, Klarynowo, Kolonia, Runowo Krajeńskie, Puszcza, Runowo-Młyn, Zgniłka.